# 赫魯紹沃
48°0′25″N 23°45′45″E / 48.00694°N 23.76250°E
赫魯紹沃（羅馬化：Hrushovo）是位於烏克蘭西部外喀爾巴阡州佳奇夫區的村莊，始建於1380年，面積4.03平方公里，海拔高度241米，2001年人口5,897，人口密度每平方公里1,463.28人。